# ألونسو لوبيز (لاعب كرة قدم)
ألونسو لوبيز (بالإسبانية: Alonso Lopez)‏ هو لاعب كرة قدم كولومبي في مركز الدفاع، ولد في 27 مايو 1957 في مانيزاليس في كولومبيا. شارك مع منتخب كولومبيا لكرة القدم. أما مع النوادي، فقد لعب مع نادي ميلوناريوس.

## وصلات خارجية
- ألونسو لوبيز (لاعب كرة قدم) على موقع قاعدة بيانات كرة القدم.إي يو (الإنجليزية)
- ألونسو لوبيز (لاعب كرة قدم) على موقع ناشيونال فوتبول تيمز (الإنجليزية)